# 560 г. пр.н.е.

## Събития

### В Азия

#### Във Вавилония
- Между 7 и 11 август царят на Вавилония Амел-Мардук (562/1 – 560 г. пр.н.е.) става жертва на заговор ръководен от Нергалшарушур (зет на Навуходоносор II), който се възкачва на трона.[1]

#### В Мала Азия
- През тази или предишната година умира царят на Лидия Алиат II (ок. 610 – 560 г. пр.н.е.), а на трона се възкачва неговият син Крез (ок. 560 – 546 г. пр.н.е.).[2]
- Преселници от Мегара основават колонията Хераклея Понтика.[3]

#### В Мидия
- Астиаг (585/4 – 550/49 г. пр.н.е.) е цар на Мидия.[4]

### В Африка

#### В Египет
- Фараон на Египет е Амасис II (570 – 526 г. пр.н.е).[5]

#### В Киренайка
- Около 560 – 550 г. пр.н.е. преселници от Кирена основават град Барка.[6]

### В Европа
- В Гърция се провеждат 55-тe Олимпийски игри:
  - За втори и последователен път, победител в дисциплината бягане на разстояние един стадий става Хипострат от Кротоне.[7]
  - Състезанието по бокс е спечелено от Тисандър от Наксос, което е неговата четвърта последователна и последна победа.[8]
- Около тази година започва монетосеченето в Атина.[9]

## Починали
- Алиат II, лидийски цар от династията на Мермнадите
- Амел-Мардук, вавилонски цар от Халдейската династия